# Popis stanovništva u Bosni i Hercegovini 2013.
Popis stanovništva u Bosni i Hercegovini 2013. proveden je u razdoblju od 1. do 15. listopada, prema stanju na dan 1. listopada 2013. godine u 00:00 h, što se smatra referentnim nadnevkom popisa. Popis je trebao biti organiziran od 1. do 15. travnja, prema stanju na dan 31. ožujka 2013. godine, ali je zbog tehničkih manjkavosti opaženih tijekom probnog popisa provedenog 2012., kasnije odgođen za listopad. Prema konačnim rezultatima popisa iz 2013. u Bosni i Hercegovini živi 3.531.159. stanovnika.Po nacionalnosti, u Bosni i Hercegovini je 
50,11% Bošnjaka 
15,43% Hrvata i 
30,78%. Srba
Onih koji se nisu izjasnili je 0,77%.

## Organizacija
Popis stanovništva, kućanstava i stanova najveće je statističko istraživanje koje ima za cilj prikupiti osnovne podatke o broju, teritorijalnom rasporedu i sastavu stanovništva prema njegovim demografskim, gospodarskim, obrazovnim, selidbenim i ostalim obilježjima. Također, Popisom se prikupljaju podatci o kućanstvima i stanovima te njihovim obilježjima. Podatci koji se prikupljaju popisom stanovništva koriste se isključivo u statističke svrhe. Povjerljivost svih podataka i informacija iz ovog popisa zaštićena je prema Zakonu o statistici Bosne i Hercegovine i Zakonu o zaštiti osobnih podataka.
Popis 2013. provodi se na osnovi Zakona o popisu stanovništva, kućanstava i stanova u Bosni i Hercegovini objavljenog u Službenim novinama Federacije BiH, broj 14/12 i Zakona o izmjenama o popisu stanovništva, kućanstava i stanova u Bosni i Hercegovini 2013. godine (Službeni glasnik BiH br.18/13), kojima se uređuju sadržaj, priprema, organizacija i provođenje Popisa, obveze državnih i drugih organa i organizacija uključenih u Popis, obveze i dužnosti državljana kao davatelja popisnih podataka i osoba koje obavljaju poslove popisa, objavljivanje popisnih ishoda i financiranje popisa.

## Popisne informacije

### Podaci o stanovništvu
Popisom stanovništva bit će obuhvaćene sljedeće teme:
- mjesto uobičajenog stanovanja,
- ime,
- ime oca ili majke,
- prezime,
- spol,
- nadnevak rođenja i jedinstveni matični broj građana,
- mjesto rođenja,
- prisutnost, dužina i namjera prisutnosti/odsutnosti u mjestu popisa,
- mjesto stanovanja neposredno po rođenju,
- mjesto stalnog stanovanja osobe u vrijeme popisa iz 1991. godine,
- je li osoba bila izbjeglica iz Bosne i Hercegovine,
- je li bila raseljena osoba u Bosni i Hercegovini,
- ima li osoba formalno-pravno status raseljene osobe i namjerava li se vratiti u mjesto iz kojega je raseljena,
- naselje Bosne i Hercegovine iz kojega se osoba doselila i godina doseljenja,
- je li osoba ikada živjela izvan Bosne i Hercegovine godinu i dulje,
- mjesec i godina doseljenja i država iz koje se osoba doselila,
- razlozi doseljenja u Bosnu i Hercegovinu,
- zakonsko bračno stanje,
- izvanbračna zajednica,
- broj živorođene djece i mjesec i godina njihova rođenja,
- državljanstvo,
- etnička/nacionalna pripadnost,
- materinski jezik,
- vjeroispovijest,
- pismenost,
- najviša završena škola,
- stečeno zvanje,
- škola koju osoba pohađa,
- trenutačni status aktivnosti, položaj u zaposlenosti,
- grana gospodarske djelatnosti tvrtke (na glavnom poslu),
- zanimanje,
- glavni izvor sredstava za život,
- je li osoba uzdržavana,
- aktivnost uzdržavatelja,
- mjesto rada odnosno pohađanja škole i učestalost vraćanja u mjesto stalnog stanovanja;
- funkcionalna sposobnost osobe za obavljanje svakodnevnih aktivnosti i uzrok invaliditeta,
- dužina i zemlja boravka u inozemstvu za civilne osobe na privremenom radu i boravku u drugoj državi i mjesto prebivališta u Bosni i Hercegovini za njih i članove njihovih obitelji;[3]

### Podatci o kućanstvima i poljoprivrednim domaćinstvima
U popisu se prikupljaju sljedeći podatci o kućanstvima:
- ime i prezime osobe na kojoj se vodi kućanstvo,
- srodnički i obiteljski sastav kućanstva,
- naziv naselja, ulica i kućni broj u kojoj je kućanstvo nastanjeno,
- osnova po kojoj kućanstvo koristi stan.[3]

## Probni popis 2012.
Probni popis održan je od 15. do 29. listopada 2012. u općinama: Banja Luka (Banja Luka, Šarovac), Bihać (Bihać, Velika Gata), Bijeljina (Bijeljina, Janja), Brčko (Klanac, Donji Brezik, Ograđenovac, Bijeljinska Cesta, Bosanska Bijela), Cazin (Tržačka Raštela), Centar (Sarajevo), Doboj (Doboj, Osječani Gornji), Foča (Foča, Brod), Gacko, Goražde (Goražde, Vitkovići, Zupčići), Mostar (Mostar, Vihovići), Ilidža, Ilijaš (Mrakovo), Istočno Novo Sarajevo (Miljevići), Kakanj, Kozarska Dubica, Livno (Livno, Veliki Guber, Dobro), Lukavac (Krtova), Neum, Novi Grad (Sarajevo), Novo Sarajevo, Orašje (Orašje, Kostrč, Tolisa), Pale, Prijedor (Prijedor, Omarska), Prnjavor (Štivor), Stari Grad (Sarajevo), Šipovo, Široki Brijeg (Široki Brijeg, Kočerin, Oklaji), Teslić (Barići), Travnik (Travnik, Turbe), Trebinje, Tuzla (Tuzla, Dobrinja), Ugljevik, Zenica (Zenica, Banloz) i Zvornik (Donji Lokanj).

## Kontroverze

### Nacionalno izjašnjavanje
Zbog osjetljivosti pitanja o nacionalnoj pripadnosti, političke stranke godinama se nisu mogle dogovoriti o provedbi popisa. Bošnjačke su stranke inzistirale na tome da se on ne provodi sve dok se ne okonča proces povratka izbjeglih i prognanih jer će se u protivnom i zakonski prihvatiti stanje nastalo progonima i ratnim zločinima. Predlagale su i da se popis eventualno provede no bez izjašnjavanja o nacionalnoj i vjerskoj pripadnosti, ali su se tome odlučno protivile stranke iz Republike Srpske koje su tražile da to izjašnjavanje bude obavezno. Izjašnjavanje o nacionalnoj pripadnosti moguće je samo s opcijama: Bošnjaci, Hrvati, Srbi, Ne izjašnjava se, te kao Ostali; Opcija Ostali ima mogućnost upisivanja nacionalne pripadnosti popisanog, ali zbog zakonske odredbe koja određuje da popisni organ mora biti iz područja popisa, političke udruge u Bosni i Hercegovini smatraju ovu odredbu neprimjerenom. Također izjašnjavanje kao Bosanac ili Hercegovac nije predviđeno, što se od nekih vjerskih institucija podržava, kao uskraćivanje prava na nacionalno ime.

### Religijska pripadnost
U formularu Popisa u rubrici 24. navedene su mogućnosti za izjašnjavanje o vjeroispovjesti popisanika: islamska, katolička, pravoslavna, Ne izjašnjava se i opcija Ostali; Opcija ostali ima mogućnost upisivanja pripadnosti nekoj vjeroispovjesti, ali ne postoji opcija Ateist, tako da nereligiozne osobe uopće nemaju mogućnost slobodnog izjašnjenja

### Materinski jezik
Za razliku od odgovora iz rubrike 23. (nacionalna pripadnost) i 24. (vjeroispovjest), po popisnom zakonu, koja su neobvezna, pitanje iz rubrike 25. o materinskom jeziku je obvezno i ako se na njega ne odgovori, moguća je novčana kazna u iznosu od 100 do 10 000 KM Tako se po preporuci Konferencije europskih statističara (CES), koja naglašava potrebnu slobodu za pojedinca ne odgovoriti na pitanja o etničkoj pripadnosti, religiji ili jeziku; ako je baš interes za tim pitanjem, za jezik se preporučuje postaviti najmanje dva odvojena pitanja, jedno o materinskom (prvom), glavnom (jezik kojim se najbolje služi) ili jeziku koji se najviše govori kod kuće ili na poslu, te drugo pitanje o znanju jezika – sposobnost govora ili pisanje na jednom ili više određenih jezika, ovakva formulacija pitanja smatra neprimjernim.

### Sfera privatnosti
Po drugoj stavci članka 11. popisnog zakona osobne podatke o odsutnim članovima kućanstva starijim od 15 godina može dati punoljetni prisutni član kućanstva kojem su podatci najviše poznati, što može dovesti do davanja pogrešnih podataka, pogotovo u patrijarhalnim sredinama.

## Rezultati

### Preliminarni rezultati
|                                | Broj stanovnika | %       |
| ------------------------------ | --------------- | ------- |
| Bosna i Hercegovina            | 3.791.662       | 100,00% |
| Federacija Bosne i Hercegovine | 2.371.603       | 62,55%  |
| Republika Srpska               | 1.326.991       | 35,00%  |
| Distrikt Brčko                 | 93.028          | 2,45%   |

### Konačni rezultati
Objavljivanje konačnih rezultata popisa stanovništva više puta je odgađano zato što zavodi statistike entiteta nisu u suglasnosti s metodologijom popisa. Zapravo, zavodi RS i FBiH različito gledaju na to koji ljudi se smatraju stalnim stanovnicima BiH. Prema RS, ljudi koji ne bi ušli u konačne su oni koji žive i rade van BiH, a u njoj su samo rođeni ili provode godišnji odmor. Takva metodologija bi smanjila broj ljudi za nekoliko stotina tisuća, a u suglasnosti je s metodologijom popisa zapadnoeuropskih zemalja.
Agencija za statistiku Bosne i Hercegovine objavila je konačne rezultate popisa stanovništva 1. srpnja 2016. na temelju metodologije po kojoj su u stalno stanovništvo ubrojani i državljani koji više godina žive i rade u inozemstvu. Metodologiju popisa potvrdila je i Europska statistička agencija Eurostat. Takvu metodologiju Republika Srpska ne priznaje kao ni službene rezultate.
Ukupno stanovnika: 3.531.159
Etnički sastav:
- Bošnjaci 1.769.592 (50,1%)
- Srbi 1.086.733 (30,8%)
- Hrvati 544.780 (15,4%)
- ostali: 130.054 (3,7%)

- Etnički sastav Bosne i Hercegovine po naseljima 2013. godine
- Etnički sastav Bosne i Hercegovine po općinama 2013. godine
- Etnički sastav Bosne i Hercegovine po općinama 2013. godine
- Udio Bošnjaka u Bosni i Hercegovini po općinama 2013. godine
- Udio Srba u Bosni i Hercegovini po općinama 2013. godine
- Udio Hrvata u Bosni i Hercegovini po općinama 2013. godine

Jezični sastav:
- Bošnjački 1.866.585 (52,9%)
- Srpski 1.086.027 (30,8%)
- Hrvatski 515.481 (14,5%)
- ostali: 63.066 (1,8%)

- Jezički sastav Bosne i Hercegovine po općinama 2013. godine
- Jezički sastav Bosne i Hercegovine po općinama 2013. godine
- Udio bosanskog jezika u Bosni i Hercegovini po općinama 2013. godine
- Udio srpskog jezika u Bosni i Hercegovini po općinama 2013. godine
- Udio hrvatskog jezika u Bosni i Hercegovini po općinama 2013. godine

Vjerski sastav:
- islamska: 1.790.454 (50,7%)
- pravoslavna: 1.085.760 (30,7%)
- katolička: 536.333 (15,2%)
- ostali: 118.612 (3,4%)

- Vjerski sastav Bosne i Hercegovine po općinama 2013. godine
- Vjerski sastav Bosne i Hercegovine po općinama 2013. godine
- Udio muslimana u Bosni i Hercegovini po općinama 2013. godine
- Udio pravoslavaca u Bosni i Hercegovini po općinama 2013. godine
- Udio katolika u Bosni i Hercegovini po općinama 2013. godine

## Vanjske poveznice
- Federalni zavod za statistiku  Arhivirana inačica izvorne stranice od 11. siječnja 2014. (Wayback Machine)